# Demolition (film)
Pour plus de détails, voir Fiche technique et Distribution.
Demolition ou Démolition (au Québec) est un drame américain co-produit et réalisé par Jean-Marc Vallée, sorti en 2015.

## Synopsis
Davis Mitchell, un jeune investisseur, tente de comprendre le manque d'émotions que suscite la mort de sa femme après un accident de la route. Dans sa quête de réponses, il rencontre Karen Moreno, la responsable du service client d'une boite de distributeurs automatiques et devient étrangement fasciné par la destruction.

## Fiche technique
- Titre original : Demolition
- Titre québécois : Démolition
- Réalisation : Jean-Marc Vallée
- Scénario : Bryan Sipe
- Direction artistique : John Paino
- Décors : Robert Covelman
- Costumes : Leah Katznelson
- Photographie : Yves Bélanger
- Montage : Jay M. Glen
- Production : Lianne Halfon, Sidney Kimmel, Thad Luckinbill, Trent Luckinbill, John Malkovich, Molly Smith, Russell Smith et Jean-Marc Vallée
- Sociétés de production : Fox Searchlight Pictures, Black Label Media et SKE Films
- Sociétés de distribution : Fox Searchlight Pictures (États-Unis), Twentieth Century Fox France (France)
- Pays de production :  États-Unis
- Langue originale : anglais
- Budget : 10 000 000 $
- Format : couleur
- Genre : drame
- Durée : 100 minutes
- Dates de sortie[3] : 
  - Canada : 10 septembre 2015 (Festival international du film de Toronto 2015)
  - France : 6 avril 2016
  - États-Unis : 8 avril 2016
  - Belgique : 13 avril 2016

## Distribution
- Jake Gyllenhaal (VF : Rémi Bichet ; VQ : Martin Watier) : Davis Mitchell
- Naomi Watts (VF : Hélène Bizot ; VQ : Marika Lhoumeau) : Karen Moreno
- Chris Cooper (VF : François-Éric Gendron ; VQ : Sébastien Dhavernas) : Phil
- Judah Lewis (VF : Tom Trouffier) : Chris, le jeune fils de Karen Moreno
- C. J. Wilson (en) (VF : Serge Biavan) : Carl
- Polly Draper (VF : Ariane Deviègue) : Margot
- Malachy Cleary (VF : Olivier Pajot) : le père de Davis
- Debra Monk (VF : Catherine Davenier) : la mère de Davis
- Heather Lind (VF : Julia Boutteville) : Julia
- Wass Stevens (VF : Olivier Brun) : Jimmy
- Blaire Brooks (VF : Sara Martins) : Amy
- Ben Cole (VF : Tristan Petitgirard) : Steven
- Brendan Dooling (VF : Valentin Merlet) : Todd Koehler
- James Colby (VF : Pascal Germain) : John
- Alfredo Narciso (VF : Emmanuel Lemire) : Michael
- Madison Arnold (VF : Jean-Pierre Leroux) : Ray

## Production

### Genèse et développement
Le scénario figurait sur la Black List de 2007.

### Attribution des rôles
Jake Gyllenhaal et Chris Cooper avaient déjà joué ensemble dans Jarhead : La Fin de l'innocence (2005) et Ciel d'octobre (1999).

### Tournage
Le tournage débute le 15 septembre 2014 à New York. Certaines scènes sont tournées à l'aéroport international de New York-John F. Kennedy, puis sur Coney Island. En octobre, le tournage se poursuit sur Greenwich Street.

## Accueil

### Critiques
- « "Demolition" : plus dure sera la chute » Article d'Hubert Lizé publié le 6 avril 2016 dans Le Parisien.